# 베를린 선언
베를린 선언 (Berlin 宣言)은 2000년 3월 9일, 독일 베를린의 베를린 자유대학에서 열린 김대중 대통령의 연설에서 제시된 한반도 평화 정착을 위한 선언을 말한다.

## 내용
2000년 3월 9일 김대중 대통령은 독일 국빈 방문 중 베를린 자유대학을 방문, 기념 연설 말미에 "지구상에 마지막으로 남아 있는 한반도 냉전구조를 해체하고 항구적인 평화와 남북간의 화해·협력을 이루고자 한다"며 북한 측에 다음과 같은 4원칙을 제시 및 촉구하였다.
1. 정부 차원의 협력 : 대한민국 정부는 북한의 경제적 어려움을 극복할 수 있도록 도와 줄 수 있는 준비가 되어 있다. 사회간접자본의 확충과 안정된 투자환경 조성, 그리고 농업구조 개혁은 기존의 민간 경협방식만으로는 한계가 있으며, 이제는 정부 당국간의 협력이 필요한 때다. 우리 정부는 북한 당국의 요청이 있을 때에는 이를 적극적으로 검토할 준비가 되어 있다.
2. 화해와 협력 호응 : 현 단계에서 우리의 당면 목표는 통일보다는 냉전 종식과 평화 정착이다. 진정한 화해와 협력의 정신으로 북한을 돕도록 하겠다. 북한은 우리의 참뜻을 의심하지 말고 적극 호응해주길 바란다.
3. 이산가족 문제 : 북한은 무엇보다도 인도적 차원의 이산가족 문제 해결에 적극 응해야 한다.
4. 남북한 당국의 대화 : 이 모든 문제를 효과적으로 해결하기 위해서는 남북한 당국간의 대화가 필요하다. 북한은 우리의 특사 교환 제의를 수락할 것을 촉구한다.

김대중 대통령은 첫 번째 정부 차원의 협력사업으로 도로, 항만, 철도, 전력, 통신 등 사회간접자본의 확충, 투자보장 협정과 이중과세 방지 협정 등 투자환경 조성, 식량난 해결을 위한 비료 지원, 농기구 개량, 관개시설 개선 등을 구체적으로 제시하였다.
이와 동시에 김대중 대통령은 연설 중 북한에 대한 지원은 무조건적인 것은 아니라고 밝혔으며, 연설 뒤 참석자들과의 질의응답에서는 "북한의 이중전략 문제에 대해서는 경계해야 한다"고도 밝혔다.

## 같이 보기
- 드레스덴 선언 - 2014년 박근혜 대통령이 제시한 대북 선언.
- 베를린 구상 - 2017년 문재인 대통령이 제시한 대북 관련 구상.